# Трощино
Трощино (пол. Troszczyno) — село в Польщі, у гміні Радово-Мале Лобезького повіту Західнопоморського воєводства.
Населення — 152 особи (2011).
У 1975-1998 роках село належало до Щецинського воєводства.

## Демографія
Демографічна структура станом на 31 березня 2011 року:
|          | Загалом | Допрацездатний вік | Працездатний вік | Постпрацездатний вік |
| -------- | ------- | ------------------ | ---------------- | -------------------- |
| Чоловіки | 82      | 12                 | 59               | 11                   |
| Жінки    | 70      | 11                 | 39               | 20                   |
| Разом    | 152     | 23                 | 98               | 31                   |